# Väsenpumpen
Väsenpumpen är en svensk dramafilm i kortfilmsformat från 2007, skriven och regisserad av Csaba Bene Perlenberg. I rollerna ses Anders Granström, Lars-Erik Berenett och Sara Glaser.

## Handling
Väsenpumpen handlar två barndomsvänner som återses efter 52 år. Filmen skildrar deras samtal under knapp timmes lång promenad.

## Rollista
- Anders Granström – Nils
- Lars-Erik Berenett – Bror
- Sara Glaser – röst

## Om filmen
Stora delar av Väsenpumpen är improviserad och filmen består av en enda tagning inspelad den 3 september 2006 i Järavallen. Den producerades av Fredrik Myrtell och Bene Perlenberg för produktionsbolaget Perlenberg/Myrtell Produktion. Filmen fotades av Jarno Lee Vinsencius och premiärvisades den 27 januari 2007 på Göteborgs filmfestival. Den har även visats av Sveriges Television samt på filmfestivaler i Ungern, Finland, Island och Serbien. I Ungern vann den två priser och i Finland första pris i kategorin New Nordic Voices.